# Заху
Заху (араб. زاخو) — місто в Іраці в провінції Дахук.

## Географія
Лежить на півночі країни, на кордоні з Туреччиною.

### Клімат
Місто знаходиться у зоні, котра характеризується середземноморським кліматом. Найтепліший місяць — липень із середньою температурою 31.3 °C (88.3 °F). Найхолодніший місяць — січень, із середньою температурою 4.8 °С (40.6 °F).
| Клімат Заху             | Клімат Заху | Клімат Заху | Клімат Заху | Клімат Заху | Клімат Заху | Клімат Заху | Клімат Заху | Клімат Заху | Клімат Заху | Клімат Заху | Клімат Заху | Клімат Заху | Клімат Заху |
| Показник                | Січ.        | Лют.        | Бер.        | Квіт.       | Трав.       | Черв.       | Лип.        | Серп.       | Вер.        | Жовт.       | Лист.       | Груд.       | Рік         |
| Середній максимум, °C   | 7,2         | 9,1         | 13,5        | 19          | 25,8        | 32,7        | 37,4        | 36,9        | 32,7        | 24,3        | 16,1        | 9,3         | 22          |
| Середня температура, °C | 4,8         | 6,5         | 10,5        | 15,4        | 21,3        | 27,1        | 31,3        | 30,6        | 26,5        | 19,5        | 12,4        | 6,8         | 17,7        |
| Середній мінімум, °C    | −1          | 0,2         | 3,8         | 8,4         | 13,1        | 18,2        | 22          | 21,2        | 17,1        | 11,5        | 5,7         | 1,2         | 10,1        |
| Норма опадів, мм        | 97.6        | 103.9       | 106.5       | 97.7        | 45.6        | 5.1         | 0.1         | 0.1         | 2.6         | 37.8        | 71.6        | 102.1       | 670.7       |
| Днів з опадами          | 12,8        | 11,5        | 12,5        | 12,3        | 8           | 2,9         | 4           | 4,5         | 3,7         | 6,3         | 8,3         | 10,4        | 97,2        |
| Вологість повітря, %    | 71.2        | 68.2        | 63.6        | 59.9        | 46.5        | 30.4        | 25.4        | 26.3        | 30.1        | 46.5        | 62.4        | 71.8        | 50.2        |
| ----------------------- | ----------- | ----------- | ----------- | ----------- | ----------- | ----------- | ----------- | ----------- | ----------- | ----------- | ----------- | ----------- | ----------- |
| Джерело: Weatherbase    |             |             |             |             |             |             |             |             |             |             |             |             |             |

## Історія
Місто було відоме ще стародавнім грекам. Через велику єврейську громаду в часи середньовіччя місто Заху називали «Єрусалимом Сходу». Через гоніння, що почалися в кінці XIX століття, місцеві євреї стали в 1920-х роках одними з перших переселенців в Палестину; дуже багато євреїв переїхали звідси в Ізраїль в 1950-х роках.

## Культура
Місто Заху є центром єпархії Заху Халдейської католицької церкви.